# Putnam Valley
Putnam Valley es un pueblo ubicado en el condado de Putnam en el estado estadounidense de Nueva York y además es su sede de condado. En el año 2000 tenía una población de 10,686 habitantes y una densidad poblacional de 99.7 personas por km².

## Geografía
Putnam Valley se encuentra ubicada en las coordenadas 41°20′09″N 73°52′26″O / 41.33583, -73.87389. Según la Oficina del Censo, la ciudad tiene un área total de 111,4 km² (43,0 mi²), de la cual 107,2 km² (41,4 mi²) es tierra y 4,1 km² (1,6 mi²) (3.72%) es agua.

## Demografía
Según la Oficina del Censo en 2007 los ingresos medios por hogar en la localidad eran de $72,938, y los ingresos medios por familia eran $82,576. Los hombres tenían unos ingresos medios de $56,976 frente a los $36,875 para las mujeres. La renta per cápita para la localidad era de $31,215. Alrededor del 4.8% de la población estaban por debajo del umbral de pobreza.